# Canton de Bogny-sur-Meuse
Le canton de Bogny-sur-Meuse est une circonscription électorale française du département des Ardennes, créée par le décret du 21 février 2014 et entrée en vigueur lors des élections départementales de 2015.

## Histoire
Un nouveau découpage territorial des Ardennes entre en vigueur en mars 2015, défini par le décret du 13 février 2014, en application des lois du 17 mai 2013 (loi organique 2013-402 et loi 2013-403). Les conseillers départementaux sont, à compter de ces élections, élus au scrutin majoritaire binominal mixte. Les électeurs de chaque canton élisent au Conseil départemental, nouvelle appellation du Conseil général, deux membres de sexe différent, qui se présentent en binôme de candidats. Les conseillers départementaux sont élus pour 6 ans au scrutin binominal majoritaire à deux tours, l'accès au second tour nécessitant 12,5 % des inscrits au 1er tour. En outre la totalité des conseillers départementaux est renouvelée. Ce nouveau mode de scrutin nécessite un redécoupage des cantons dont le nombre est divisé par deux avec arrondi à l'unité impaire supérieure si ce nombre n'est pas entier impair, assorti de conditions de seuils minimaux. Dans les Ardennes, le nombre de cantons passe ainsi de 37 à 19. Le canton de Bogny-sur-Meuse fait partie des 10 nouveaux cantons du département, les 9 autres cantons portant la dénomination d'un ancien canton, mais avec des limites territoriales différentes.

## Représentation
| Période élective | Période élective | Mandat | Mandat   | Identité                | Nuance | Nuance | Qualité                                                                               |
| ---------------- | ---------------- | ------ | -------- | ----------------------- | ------ | ------ | ------------------------------------------------------------------------------------- |
| 2015             | 2021             | 2015   | 2021     | Élisabeth Bonillo-Deram |        | PS     | Fonctionnaire Maire des Mazures                                                       |
| 2015             | 2021             | 2015   | 2021     | Erik Pilardeau          |        | LREM   | Maire de Bogny-sur-Meuse (2001-2020) Ancien conseiller général du Canton de Monthermé |
| 2021             | 2028             | 2021   | en cours | Élisabeth Bonillo-Deram |        | PS     | Conseillère sortante                                                                  |
| 2021             | 2028             | 2021   | en cours | Kevin Gengoux           |        | DIV    | Chef de projet infrastructures et réseaux, maire de Bogny-sur-Meuse                   |

### Résultats détaillés

#### Élections de mars 2015
À l'issue du 1er tour des élections départementales de 2015, deux binômes sont en ballottage : Élisabeth Bonillo-Deram et Erik Pilardeau (Union de la Gauche, 48,84 %) et Serge Helin et Raymonde Savin (FN, 43,97 %). Le taux de participation est de 47,73 % (5 338 votants sur 11 184 inscrits) contre 48,72 % au niveau départemental et 50,17 % au niveau national.
Au second tour, Élisabeth Bonillo-Deram et Erik Pilardeau (Union de la Gauche) sont élus avec 55,6 % des suffrages exprimés et un taux de participation de 49,12 % (2 848 voix pour 5 494 votants et 11 184 inscrits).
Erik Pilardeau est membre de LREM.

#### Élections de juin 2021
Le premier tour des élections départementales de 2021 est marqué par un très faible taux de participation (33,26 % au niveau national). Dans le canton de Bogny-sur-Meuse, ce taux de participation est de 29,55 % (3 145 votants sur 10 644 inscrits) contre 31,87 % au niveau départemental. À l'issue de ce premier tour, deux binômes sont en ballottage : Élisabeth Bonillo-Deram et Kevin Gengoux (DVG, 49,6 %) et Jacky Amerand et Shanonn Henriet (RN, 27,54 %).
Le second tour des élections est marqué une nouvelle fois par une abstention massive équivalente au premier tour. Les taux de participation sont de 34,3 % au niveau national, 32,73 % dans le département et 29,52 % dans le canton de Bogny-sur-Meuse. Élisabeth Bonillo-Deram et Kevin Gengoux (DVG) sont élus avec 67,86 % des suffrages exprimés (2 016 voix pour 3 143 votants et 10 646 inscrits),,.

## Composition
Le canton de Bogny-sur-Meuse comprend douze communes entières.
| Nom                                     | Code Insee | Intercommunalité                | Superficie (km2) | Population (dernière pop. légale) | Densité (hab./km2) | Modifier                                    |
| --------------------------------------- | ---------- | ------------------------------- | ---------------- | --------------------------------- | ------------------ | ------------------------------------------- |
| Bogny-sur-Meuse (bureau centralisateur) | 08081      | CC Vallées et Plateau d'Ardenne | 23,16            | 4 947 (2022)                      | 214                | modifier les données · modifier les données |
| Deville                                 | 08139      | CC Vallées et Plateau d'Ardenne | 7,83             | 1 044 (2022)                      | 133                | modifier les données · modifier les données |
| Haulmé                                  | 08217      | CC Vallées et Plateau d'Ardenne | 3,63             | 87 (2022)                         | 24                 | modifier les données · modifier les données |
| Les Hautes-Rivières                     | 08218      | CC Vallées et Plateau d'Ardenne | 31,34            | 1 253 (2022)                      | 40                 | modifier les données · modifier les données |
| Joigny-sur-Meuse                        | 08237      | CC Vallées et Plateau d'Ardenne | 3,86             | 631 (2022)                        | 163                | modifier les données · modifier les données |
| Laifour                                 | 08242      | CC Vallées et Plateau d'Ardenne | 3,25             | 410 (2022)                        | 126                | modifier les données · modifier les données |
| Les Mazures                             | 08284      | CC Vallées et Plateau d'Ardenne | 36,14            | 856 (2022)                        | 24                 | modifier les données · modifier les données |
| Montcornet                              | 08297      | CC Vallées et Plateau d'Ardenne | 11,51            | 299 (2022)                        | 26                 | modifier les données · modifier les données |
| Monthermé                               | 08302      | CC Vallées et Plateau d'Ardenne | 32,33            | 2 155 (2022)                      | 67                 | modifier les données · modifier les données |
| Renwez                                  | 08361      | CC Vallées et Plateau d'Ardenne | 16,18            | 1 637 (2022)                      | 101                | modifier les données · modifier les données |
| Thilay                                  | 08448      | CC Vallées et Plateau d'Ardenne | 36,04            | 983 (2022)                        | 27                 | modifier les données · modifier les données |
| Tournavaux                              | 08456      | CC Vallées et Plateau d'Ardenne | 1,55             | 233 (2022)                        | 150                | modifier les données · modifier les données |
| Canton de Bogny-sur-Meuse               | 0802       |                                 | 206,82           | 14 535 (2022)                     | 70                 | modifier les données                        |

## Démographie
En 2022, le canton comptait 14 535 habitants, en évolution de −6,24 % par rapport à 2016 (Ardennes : −2,97 %, France hors Mayotte : +2,11 %).
| 2013   | 2018   | 2022   |
| ------ | ------ | ------ |
| 15 905 | 15 161 | 14 535 |